# Epierus biscissus
Epierus biscissus är en skalbaggsart som beskrevs av Sylvain Auguste de Marseul 1880. Epierus biscissus ingår i släktet Epierus och familjen stumpbaggar. Inga underarter finns listade i Catalogue of Life.